# Александър Ригопулос
Александър (на гръцки: Αλέξανδρος) е гръцки духовник, варненски (1891), пелагонийски (1891 – 1895), неокесарийски (1895 – 1903), солунски (1903 – 1910), никомидийски (1910 – 1928) митрополит.

## Биография
Роден е с фамилията Риго̀пулос (Ρηγόπουλος) в 1851 година в Одрин, тогава в Османската империя. В 1873 година завършва Семинарията на Халки и е ръкоположен за дякон и за свещеник. Обикаля като учител и проповедник Македония в периода на надигане на българщината.
В 1881 година Ригопулос е ръкоположен за литийски и рендински епископ, викарен на митрополит Йеротей Воденски, за да му помага в борбата с българщината и румънската пропаганда. В 1891 година е ръкоположен за варненски митрополит, но не успява да заеме катедрата заради силната реакция от страна на Българската екзархия, затова е преместен като пелагонийски митрополит в Битоля.
В 1895 година става неокесарийски владика в Котиора, но на практика заема място в Светия синод в Цариград.
През август 1903 година Ригопулос става солунски митрополит и активно подпомага гръцката въоръжена пропаганда в Македония. В 1910 година заема катедрата в Никомидия. Остава в града до евакуирането на гръцките войски от него в края на Гръцко-турската война в 1922 година.
Оттегля се в Солун, където умира в 1928 година.